# مگان فاکس
مگان دنیس فاکس (انگلیسی: Megan Denise Fox؛ زادهٔ ۱۶ مهٔ ۱۹۸۶) بازیگر آمریکایی است. او حرفه بازیگری خود را از سال ۲۰۰۱ با چند نقش فرعی آغاز کرد. فاکس با بازی در نقش میکائلا بانس در فیلم اکشن پرفروش تبدیل‌شوندگان (۲۰۰۷) به شهرت جهانی رسید. او این نقش را در دنباله فیلم، تبدیل‌شوندگان: انتقام فالن (۲۰۰۹) تکرار کرد. وی نقش اپریل اونیل را در فیلم اکشن ابرقهرمانی لاک‌پشت‌های نینجای نوجوان جهش‌یافته (۲۰۱۴) و دنباله آن لاک‌پشت‌های نینجای نوجوان جهش‌یافته: خارج از سایه‌ها (۲۰۱۶) بازی کرد. فاکس همچنین در پنجمین و ششمین فصل از مجموعه تلویزیونی دختر جدید در نقش ریگان لوکاس بازی کرد.
فاکس همچنین به عنوان یکی از نمادهای جذابیت نیز مطرح شده است و در مجله‌هایی مانند ماکسیم، رولینگ استون و اف‌اچ‌ام ظاهر شده است.

## کودکی و نوجوانی
فاکس در ۱۶ مه ۱۹۸۶ در اوک ریج، تنسی زاده شد. والدین او گلوریا دارلنس و فرانکلین توماس فاکس هستند. مگان کودکی خود را در روکوود، تنسی سپری کرد. پدر او افسر عفو مشروط بود و مادر او وقتی فاکس ۳ سال داشت از پدر او جدا شد. مادر او دوباره ازدواج کرد و فاکس و خواهر تازه‌اش با مادرش و ناپدری‌اش تونی توناچیو بزرگ شدند. او بسیار پنطیکاستیسم بزرگ شد؛ اما بعد، ۱۲ سال را در مدرسه کاتولیک گذراند. والدین فاکس وقتی او جوان بود از هم جدا شدند. او گفت آن دو بسیار سخت‌گیر بودند و نمی‌گذاشتند که او دوست‌پسر داشته باشد یا یک مهمان به خانه دعوت کند. او تا هنگامی که مستقل شد با مادر خود زندگی می‌کرد.

## زندگی شخصی

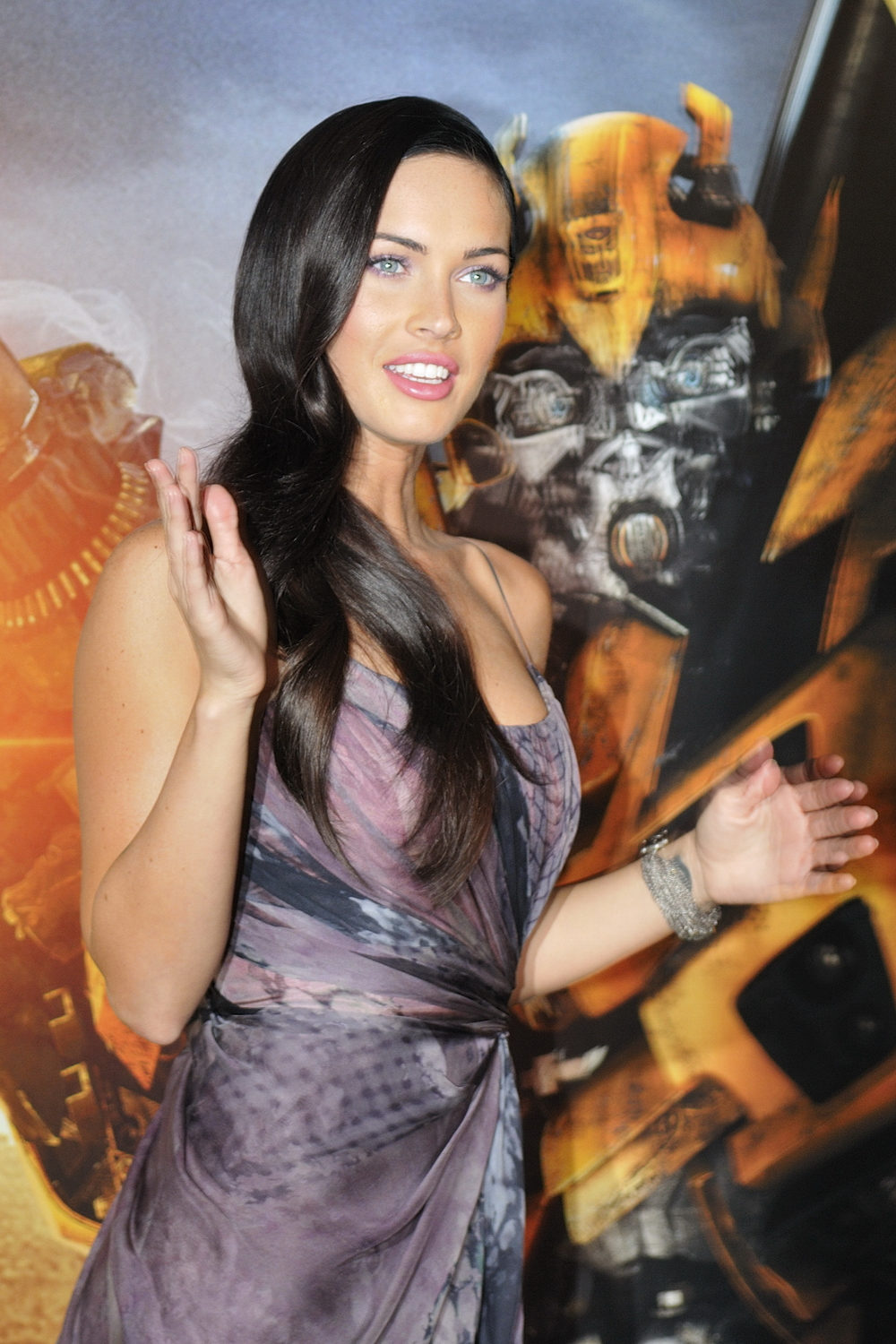
مگان دنیس فاکس در سال ۲۰۰۹

در ژوئن ۲۰۱۲ تصویری از وی و همسرش برایان آستین گرین بر روی مجله پیپل منتشر شد که وی را در وضعیت بارداری نشان می‌داد. این دو در مه ۲۰۲۰ از یکدیگر جدا شدند.
او از ۲۰۲۰ تا ۲۰۲۵ مشین گان کلی در رابطه بود و این زوج در سال ۲۰۲۲ نامزدی خود را اعلام کردند.

## زندگی حرفه‌ای
مگان فاکس از سن ۵ سالگی به فراگیری هنر رقص در کینگستون، تنسی پرداخت. اما در سن ۱۳ سالگی وارد صنعت مدلینگ شد. او در این صنعت موفق بود و توانست در سال ۱۹۹۹ در کنار شماری دیگر از مدل‌ها جوایز زیادی را دریافت کند و به عنوان یک مدل زیبا و سرشناس شناخته شود. با این‌حال در ۱۷ سالگی به لس آنجلس کوچ کرد تا بتواند یک هنرپیشه پرآوازه شود.

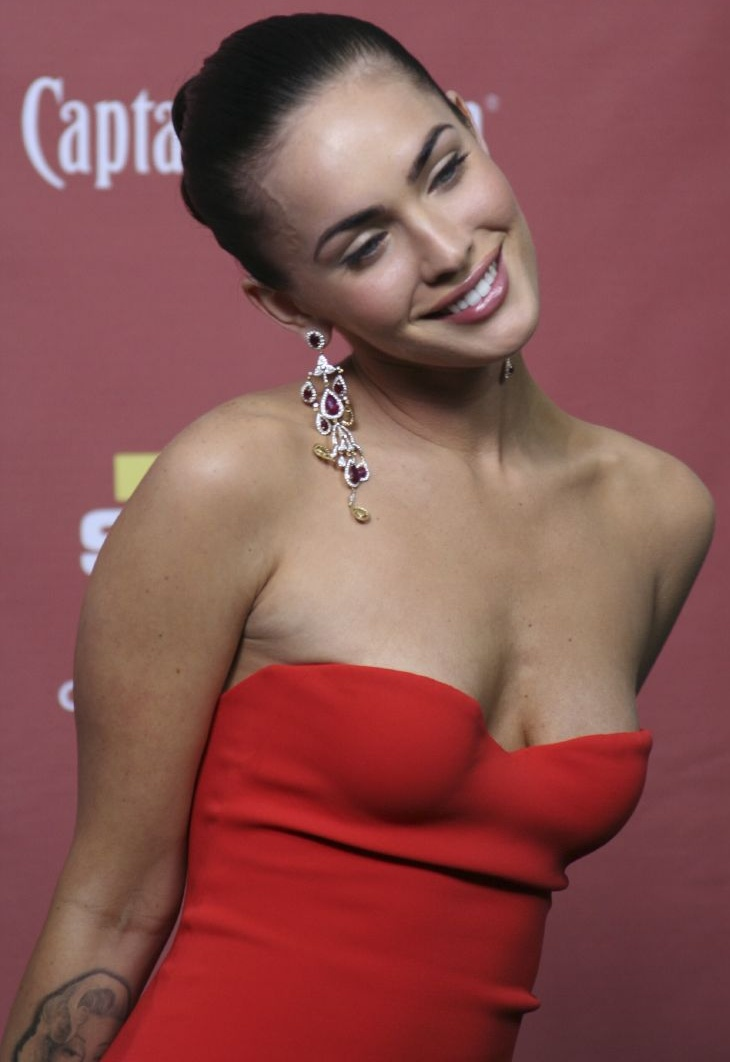
فاکس در جایزه اسکریم سال ۲۰۰۷

فاکس در موزیک ویدیوی «دروغ گفتنت را دوست دارم» اثر ریانا و امینم، به همراه دومنیک مناگان در نقش یک زوج که درگیر رابطه عشق و تنفرند ظاهر شد.

## فیلم‌شناسی

### فیلم

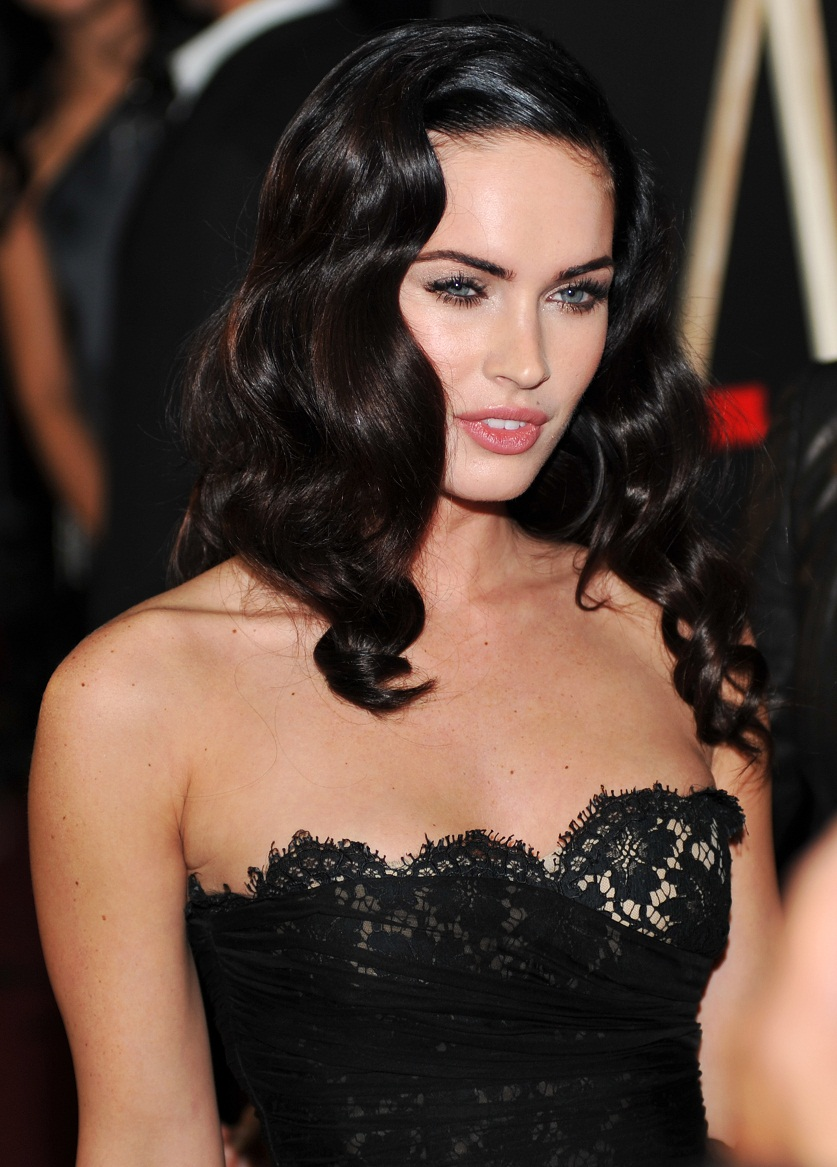
فاکس در نمایش فیلم بدن جنیفر در جشنواره بین‌المللی فیلم تورنتو سال ۲۰۰۹

| سال  | فیلم                                              | نقش            | پی‌نوشت                                                                           |
| ---- | ------------------------------------------------- | -------------- | -------------------------------------------------------------------------------- |
| ۲۰۰۱ | روز تعطیل در خورشید                               | برایانا والاس  | فیلم ویدئویی                                                                     |
| ۲۰۰۳ | پسران بد ۲                                        | یک رقاص        |                                                                                  |
| ۲۰۰۴ | اعترافات ملکه درام نوجوان                         | کارلا سانتینی  |                                                                                  |
| ۲۰۰۷ | تبدیل‌شوندگان                                      | میکائیل بینز   | جایزه فیلم ملی نامزد: بهترین ایفای نقش زن جایزه منتخب جوان نامزد جایزه جیغ نامزد |
| ۲۰۰۸ | چگونه دوستان را از دست بدهیم و مردم را غریبه کنیم | سوفی مِیز       |                                                                                  |
| ۲۰۰۸ | فاحشه                                             | لاست           |                                                                                  |
| ۲۰۰۹ | بدن جنیفر                                         | جنیفر چک       |                                                                                  |
| ۲۰۰۹ | نمایش مصائب                                       | لی لی          |                                                                                  |
| ۲۰۰۹ | تغییرشکل‌دهندگان: انتقام شکست‌خوردگان               | میکائیل بینز   |                                                                                  |
| ۲۰۱۰ | جونا هکس                                          | لیلا بلک       |                                                                                  |
| ۲۰۱۱ | دوستان همراه کودکان                               | مری جین        |                                                                                  |
| ۲۰۱۲ | این است ۴۰                                        | دسی            |                                                                                  |
| ۲۰۱۲ | دیکتاتور                                          | مگان فاکس      |                                                                                  |
| ۲۰۱۴ | لاک‌پشت‌های نینجای نوجوان جهش‌یافته                  | آپریل اونیل    |                                                                                  |
| ۲۰۱۶ | لاک‌پشت‌های نینجای نوجوان جهش‌یافته ۲                | آپریل اونیل    |                                                                                  |
| ۲۰۱۹ | زیروویل                                           | سولداد پالادین |                                                                                  |
| ۲۰۱۹ | بالای سایه                                        | جولیانا        |                                                                                  |
| ۲۰۱۹ | نبرد جنگساری                                      | مگی            |                                                                                  |
| ۲۰۲۰ | مثل یک سگ فکر کن                                  | الن رید        |                                                                                  |
| ۲۰۲۰ | یاغی                                              | سامانتا اوهارا |                                                                                  |
| ۲۰۲۱ | تا مرگ                                            | اما            |                                                                                  |
| ۲۰۲۱ | نیمه‌شب در چمن‌زار                                  | ربکا لومباردی  |                                                                                  |
| ۲۰۲۱ | دندان شب                                          | گریس           |                                                                                  |
| ۲۰۲۲ | آجر بزرگ طلایی                                    | ژاکلین دورو    |                                                                                  |
| ۲۰۲۲ | عزاداری خوب                                       | کندی           |                                                                                  |
| ۲۰۲۳ | بی‌مصرف‌ها ۴                                        |                |                                                                                  |
| ۲۰۲۳ | جانی و کلاید                                      | آلانا هارت     |                                                                                  |
| ۲۰۲۴ | آدم‌آهنی                                           | آدم‌آهنی        | فیلم‌برداری                                                                       |

### تلویزیون
- این رفتارت را دوست دارم (۲۰۰۳)
- دو مرد و نصفی (۲۰۰۴)
- کمک (۲۰۰۴)
- تله‌فیلم جنایات مد (۲۰۰۴)
- امید و ایمان (۲۰۰۶–۲۰۰۴)
- مرغ ربات (۲۰۱۱)
- گروه عروسی (۲۰۱۲)
- دختر جدید (۲۰۱۷–۲۰۱۶)
- مستند افسانه‌های گمشده با مگان فاکس (۲۰۱۸)

## جوایز و افتخارات
- نامزد جایزه اتحادیه زنان روزنامه‌نگار سینمایی
- برنده یک جایزه تمشک طلایی از ۷ نامزدی
- نامزد ۳ جوایز برگزیده کودکان نیکلودین
- نامزد ۲ جایزه سینمایی و تلویزیونی ام‌تی‌وی
- نامزد جایزه ملی فیلم انگلیس
- نامزد جایزه برگزیده مردم
- برنده ۲ جایزه اسکریم
- برنده جوایز بازی‌های ویدئویی اسپایک
- برنده ۴ جایزه برگزیده نوجوانان از ۱۰ نامزدی
- نامزد جایزه هنرمند جوان
- مگان فاکس به عنوان یکی از زیباترین زنان جهان در لیست جهانی BWC ثبت شده است.[۲۵]